# Kalle Brunelius
Kalle Brunelius, egentligen Karl-Johan Brunelius, född 23 maj 1973, är en svensk författare, skådespelare, producent och regissör. 

## Karriär
Kalle Brunelius inledde sin karriär på SVT Barn och ungdom 1999, då som allvetaren Kalle med Kollen i Myror i Brallan. Därefter fortsatte han på SVT med uppdraget som en av fyra programledare i ungdomsprogrammet Vera och som programledare för ett relationsprogram för unga, Känsligt läge. Känsligt läge belönades senare med Prix Egalia.
Brunelius var 2001 programledare på ZTV, där han bland annat sände från Hultfredsfestivalen tillsammans med Orvar Säfström och Malin Hallberg. Året därpå  övergick han till radio och arbetade som programledare för Morgonpasset i P3 tillsammans med reportern Josefine Uppman och ett humorgäng bestående av Rachel Mohlin, Mike Syrén och Anna Blomberg.
År 2004–2010 spelade Brunelius huvudrollen som Kent Agent i tv-serien med samma namn. Han sa inför premiären 2004 att "Vi vill gå tillbaka till leken och fantasin", en pik riktad mot program som Småstjärnorna som han menade "blir så tillrättalagt med någon kändisintervju eller att skicka upp barnen på scenen för att likna Carola". Han följde därefter upp rollen med två böcker, utgivna 2012 och 2013, om Kent Agent. Dessa skrevs tillsammans med Natanael Derwinger.
Brunelius arbetade 2008 som producent programserien Hjärnkontoret, ett vetenskapsprogram för barn som visades på Barnkanalen under våren 2009. Han var därefter programledare för Summer, summer, summertime, ett program riktat till barn i årskurs 4 till 6 som visades på Utbildningsradion (UR) 2011. År 2012 var han regissör för Bolibompa på SVT.
År 2017 producerade Brunelius tv-serien Drakens hotell med bland annat Henrik Ståhl och Gizem Erdogan i huvudrollerna. Tre år senare, 2020, producerade han tv-serien Ninjan: Sigges hemlighet. I huvudrollerna sågs bland annat Nicklas Hansson och Benjamin Shaps.